# Naturpark Habichtswald

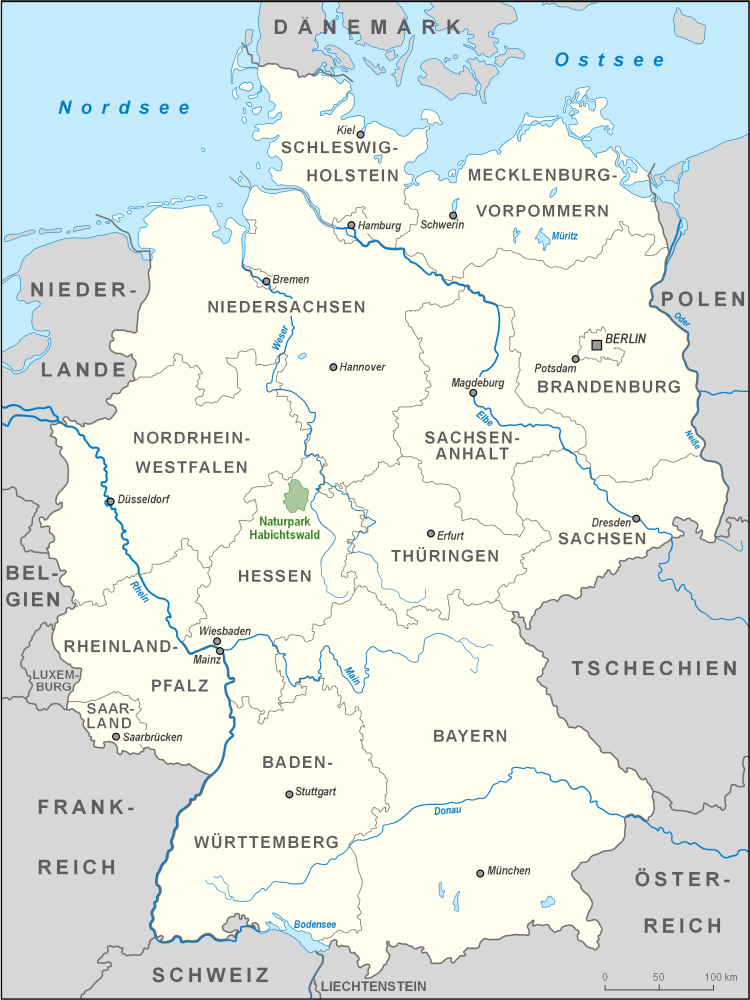
Lage des Naturparks Habichtswald

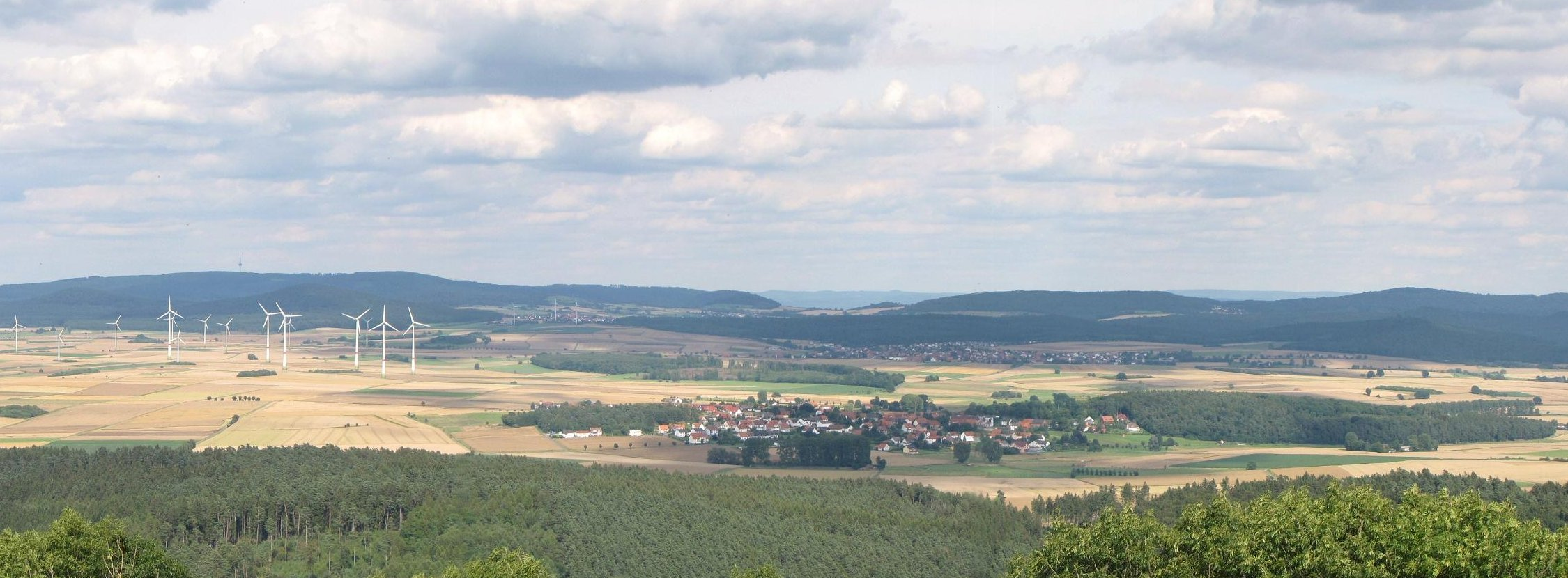
Blick von der Weidelsburg über den Naturpark nach Osten; links der Hohe Habichtswald, rechts die Langenberge; dazwischen die Hoofer Pforte mit dem Schauenburger Burgberg und jenseits davon am Horizont der Kaufunger Wald mit dem Bilstein; vorne Altenstädt

Der Naturpark Habichtswald ist ein 474,28 km² großer Naturpark im Landkreis Kassel, im Gebiet der Kreisfreien Stadt Kassel und im Schwalm-Eder-Kreis, Nordhessen (Deutschland).
Der 1962 gegründete Naturpark erstreckt sich besonders westlich der Großstadt Kassel und enthält das Mittelgebirge Habichtswälder Bergland (meist nur Habichtswald genannt), den nordöstlichsten Höhenzug des Westhessischen Berglands. Er ist international durch den darin liegenden Bergpark Wilhelmshöhe bekannt. Kulturgeschichtlich bedeutsam sind außerdem zahlreiche Burgen und Schlösser, die teilweise nur als Ruinen erhalten sind.

## Geographie

### Lage
Die Landschaft des Naturparks Habichtswald fällt in Richtung Norden zum Diemeltal ab. Im Nordosten stößt sie an den unbewaldeten und langgestreckten Höhenrücken, der sich nördlich der Großstadt Kassel zwischen Vellmar und Fuldatal-Ihringshausen erhebt und in Richtung Osten in den zum Weserbergland gehörenden Reinhardswald über geht. In Richtung Osten schließt sich das Kasseler Becken an, hinter dem sich der Kaufunger Wald erhebt. Im Südosten stößt die Parklandschaft an den unbewaldeten und langgestreckten Höhenzug zwischen Kassel und Baunatal, der vom Naturpark zum Tal der Fulda überleitet; jenseits und damit östlich dieses Flusstals erheben sich die Söhre und der Kaufunger Wald. Im Süden und Südwesten fällt die Landschaft in das Edertal ab; jenseits davon liegt der Kellerwald. In letzterer Richtung und nach Westen schließen sich an das Parkgebiet das Waldecker Land und der Lange Wald an.

### Landschaftsbild

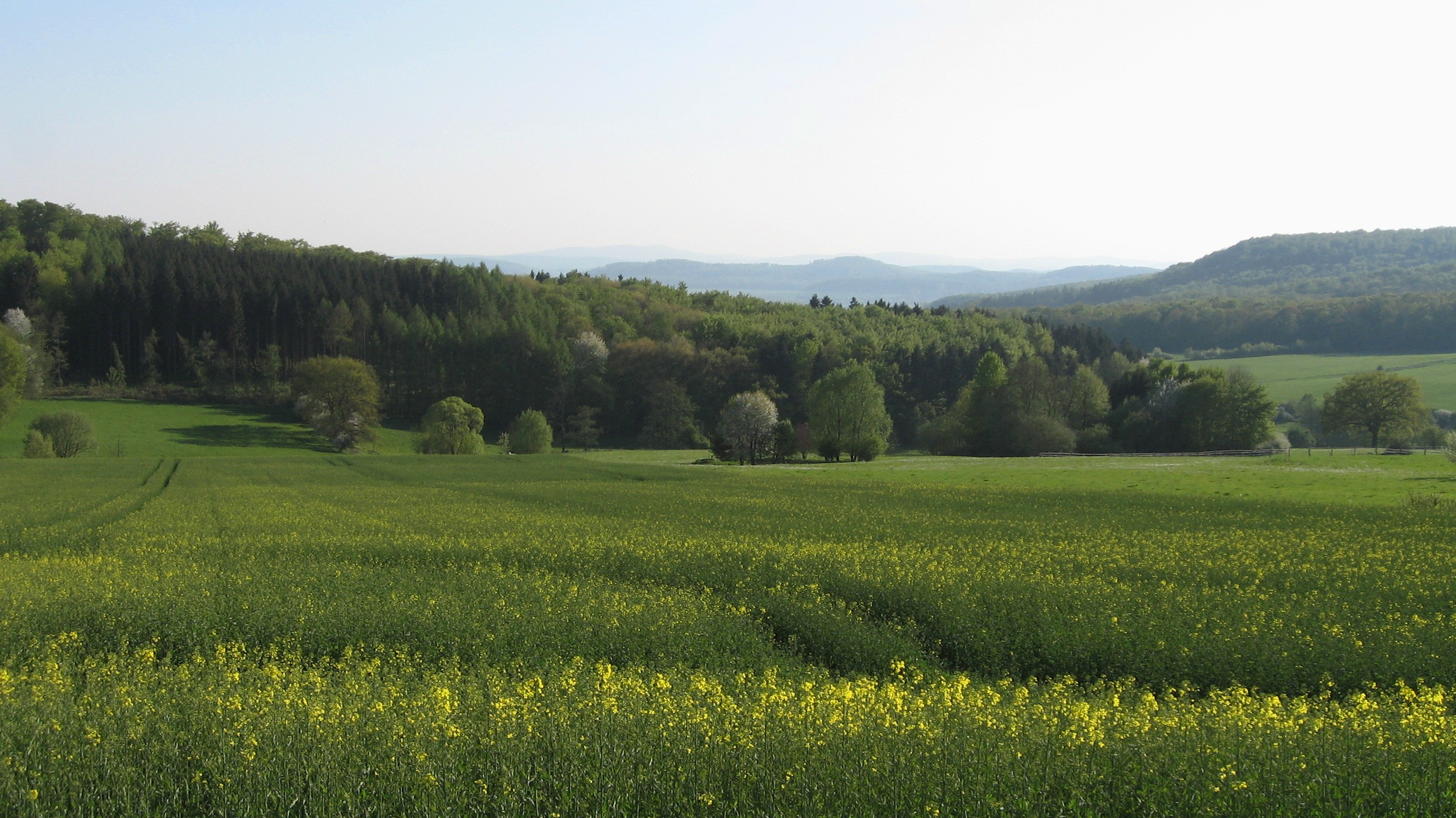
Blick von Elmshagen nach Süden

Der Naturpark Habichtswald umfasst das eigentliche Habichtswälder Bergland, ein bewaldetes Mittelgebirge, das sich westlich an Kassel anschließt. Nur etwas südwestlich dieser Stadt und direkt südlich von Schauenburg ragen im Parkgebiet die ebenso stark bewaldeten Langenberge auf. Weiter südlich enthält er auch die bergige Landschaft um Bad Emstal und im Westen die deutlich flacher gegliederten „Stadtwälder“ zwischen Naumburg und Wolfhagen. Im Norden reicht der Naturpark über die Gemeinden Habichtswald und Zierenberg, wo der Große Bärenberg und der Hohe Dörnberg aufragen, bis nach Breuna. Der höchste Berg des Naturparks ist mit 614,8 m ü. NHN das im Hohen Habichtswald gelegene Hohe Gras.

## Geschichte
Ringwälle, Hünengräber und andere Funde zeugen davon, dass der Naturpark Habichtswald seit der Jungsteinzeit von Menschen belebt war; man datiert dies beispielsweise auf etwa 5000 v. Chr. Schlösser und viele Burgruinen sowie alte Stadtanlagen verweisen auf das Mittelalter.

## Sehenswürdigkeiten

Herkules im Bergpark Wilhelmshöhe

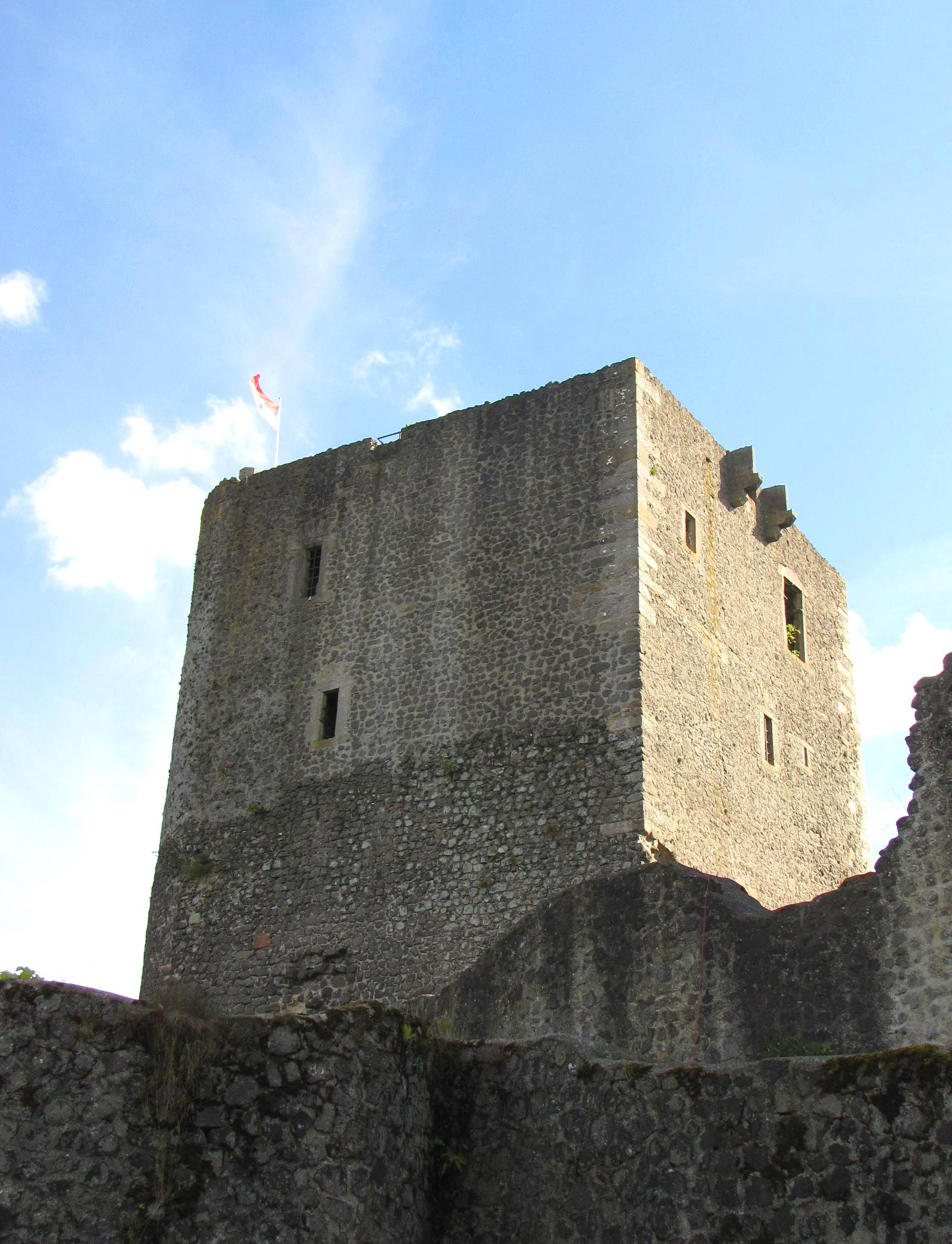
Weidelsburg – Südost-Palas

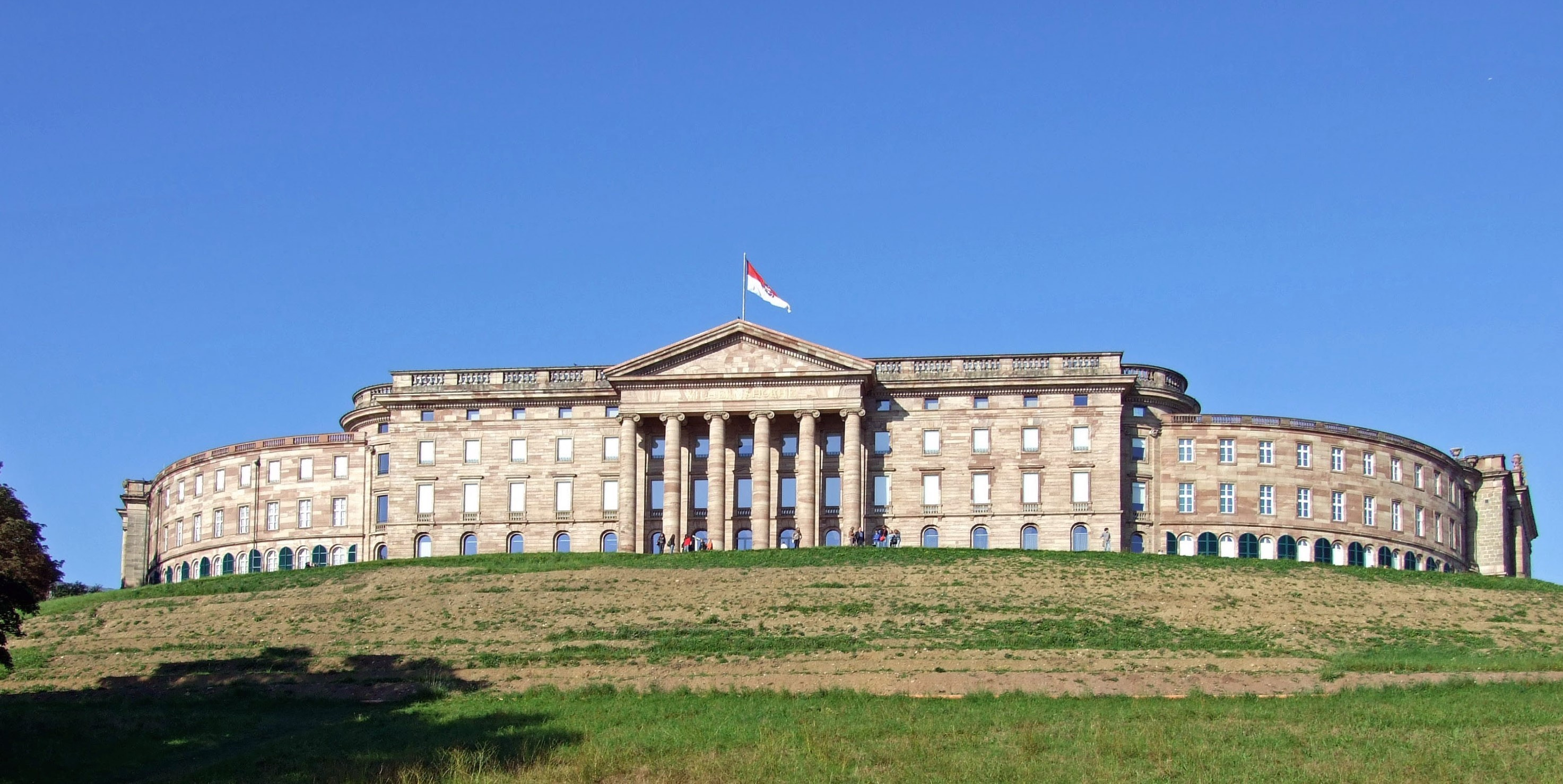
Schloss Wilhelmshöhe

Der Naturpark Habichtswald wird durch diese Sehenswürdigkeiten geprägt (alphabetisch sortiert):

### Bergpark
Im Naturpark liegt ein weithin bekannter Bergpark, in dem die Kasseler Wasserspiele stattfinden:
- Bergpark Wilhelmshöhe im Hohen Habichtswald bei Kassel, u. a. mit:
  - Herkules
  - Löwenburg
  - Schloss Wilhelmshöhe

### Burgen, Klöster und Schlösser
Im Naturpark befinden sich diese Burgen, ehemalige Burgstätten bzw. heutige Burgruinen oder -reste, Klöster und Schlösser: 
- Burg:
  - Burgruine Altenburg, nordwestlich von Niedenstein (mit Ringwall)
  - Burgstall Blumenstein, bei Zierenberg, am Hohen Dörnberg (auf dem Fels Wichtelkirche)
  - Burgruine Falkenberg, nördlich von Zierenberg-Friedrichsaue
  - Burgruine Falkenstein, ostnordöstlich von Bad Emstal
  - Burgruine Gudenberg auf dem Großen Gudenberg, westlich von Zierenberg
  - Burgruine Gudenberg auf dem Kleinen Gudenberg, westlich von Zierenberg
  - Burgruine Helfenberg, östlich von Wolfhagen
  - Burgruine Igelsburg, im östlichen Gemeindegebiet von Dörnberg
  - Burgruine Malsburg, nördlich von Zierenberg-Rangen
  - Burgruine Rodersen, nördlich von Wolfhagen
  - Burgruine Schartenberg, nördlich von Zierenberg-Rangen
  - Burgruine Schauenburg, bei Schauenburg-Hoof
  - Kugelsburg, bei Volkmarsen (knapp außerhalb des Parks)
  - Löwenburg, im Bergpark Wilhelmshöhe bei Kassel
  - Weidelsburg, bei Ippinghausen
- Kloster:
  - Kloster Hasungen, oberhalb von Burghasungen
- Schloss:
  - Schloss Elberberg, in Naumburg-Elbenberg
  - Schloss Escheberg, in Zierenberg-Escheberg
  - Schloss Laar, in Zierenberg-Laar
  - Schloss Riede, in Bad Emstal-Riede
  - Schloss Wilhelmshöhe, im Bergpark Wilhelmshöhe bei Kassel

### Hünengräber, Ringwälle und Stadtwüstungen
Im Naturpark befinden sich Hünengräber, Ringwälle und Stadtwüstungen: 
- Ringwall an der Burgruine Altenburg bei Niedenstein
- Ringwall auf dem Bilstein (Langenberge)
- Ringwall auf dem Burgberg (Langenberge)
- Ringwall auf dem Hohen Dörnberg
- Wallanlage Hunrodsberg zwischen Bergpark und Druseltal auf dem Plateau des Hunrodsberges (Hühneroths Berg)
- Stadtwüstung Landsberg, nördlich von Wolfhagen bzw. südlich von Ehringen
- Steinkammergrab von Züschen, Hünengrab bei Fritzlar-Züschen

### Naturparkzentrum Habichtswald
Das Naturparkzentrum Habichtswald war ein Besucher- und Informationszentrum am Hohen Dörnberg, das am 9. August 2009 unterhalb des Helfensteins im Gelände des einstigen Jugendhofs Dörnberg eröffnet wurde. Das Zentrum informierte über den Naturpark und dessen naturräumliche, geschichtliche und geologische Voraussetzungen sowie über Freizeit- und Veranstaltungsangebote im Bereich des Naturparks. Ende 2023 musste das Naturparkzentrum dauerhaft schließen.

### Ausflugsziele außerhalb des Parks
Knapp außerhalb des Naturparks befinden sich unter anderem diese Sehenswürdigkeiten: 
- Edersee
- Kunst- und Baudenkmäler der Stadt Kassel
- Schloss Wilhelmsthal
- Twistesee

## Berge

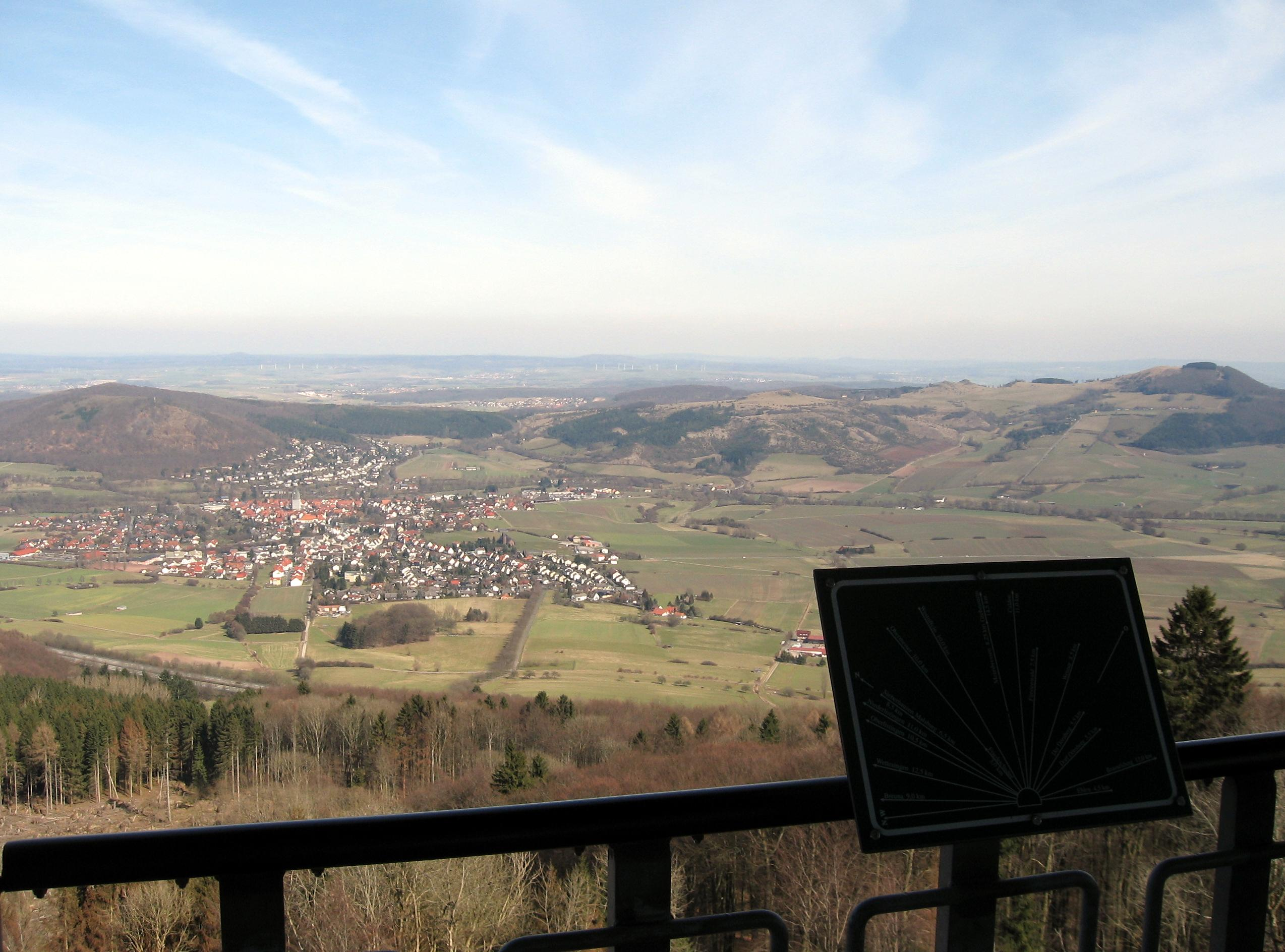
Blick vom Bärenbergturm hinab nach Zierenberg mit Hohem Dörnberg (rechts) und Großem Schreckenberg (links; mit Schreckenbergturm)

Im Naturpark Habichtswald befinden sich insbesondere die Berge des Habichtswälder Berglandes mit dem Hohen Habichtswald, den Langenbergen, dem Naturraum Dörnberg und Schreckenberge, den Hinterhabichtswälder Kuppen und dem Malsburger Wald; außerdem liegen Singularitäten der Ostwaldecker Randsenken (Isthaberg, Elsbergrücken und Weidelsberg) sowie einige Erhebungen des östlichen Waldecker Waldes im Naturpark.
Zu den Bergen und Erhebungen und deren Ausläufern im Naturpark gehören – nach Höhe in Meter (m) über Normalhöhennull (NHN) sortiert:
- Hohes Gras (614,8 m; Hoher Habichtswald); mit Aussichtsturm und Berggaststätte Hohes Gras
- Großer Bärenberg (600,7 m); stark bewaldet; mit Aussichtsturm Bärenbergturm
- Essigberg (597,5 m; Hoher Habichtswald); mit dem Fernmeldeturm Habichtswald
- Großer Steinhaufen (597,0 m; Hoher Habichtswald); stark bewaldet
- Hoher Dörnberg (578,7 m); mit großem Ringwall; kaum bewaldet; gute Aussichtsmöglichkeit
- Ahrensberg (ca. 570 m; Hoher Habichtswald); am Südhang liegt die Baunaquelle
- Großer Gudenberg (568,7 m; am Großen Bärenberg); stark bewaldet; mit Burgruine Gudenberg auf dem Großen Gudenberg
- Ziegenkopf (564,7 m; Hoher Habichtswald); mit Quelle der Drusel; bis 1980 Standort einer Holz-Skisprungschanze
- Schwengeberg (556,7 m; Langenberge); stark bewaldet; höchster Berg der Langenberge
- Elfbuchen (535 m; Hoher Habichtswald); stark bewaldet, mit von Bäumen überragtem Aussichtsturm (Plattform: 551,3 m ü. NHN)
- Kleiner Gudenberg (531,8 m; am Großen Bärenberg); stark bewaldet; mit Burgruine Gudenberg auf dem Kleinen Gudenberg
- Karlsberg (526,2 m; Hoher Habichtswald); Standort des Herkules in Kassel in 515 m Höhe
- Isthaberg (523,1 m); stark bewaldeter Inselberg
- Burgberg (Schauenburg) (499,9 m); steil aufragender Berg mit Burgruine Schauenburg
- Weidelsberg (492,3 m); Inselberg mit der Weidelsburg
- Burghasunger Berg (479,7 m); Tafelberg mit unbewaldetem Plateau, früher mit Kloster Hasungen; gute Aussichtsmöglichkeit
- Hohlestein (476,6 m; östlich des Hohen Dörnbergs); Kultplatz mit Ringwall
- Junkerkopf (466,0 m); nördlich des Silbersees; mit Burgruine Igelsburg
- Falkenstein (461,9 m); ostnordöstlich von Bad Emstal; mit Burgruine Falkenstein
- Bilstein (ca. 460 m; Langenberge); mit Ringwall
- Altenburg (450,7 m); mit Burgruine Altenburg
- Burgberg (Baunatal) (439,6 m; Langenberge); mit Ringwall
- Brasselsberg (434,2 m; Hoher Habichtswald); mit Bismarckturm; gute Aussicht u. a. über Kassel
- Hangarstein (418,5 m); bewaldet, mit Hangarsteinsee
- Baunsberg (413,4 m; Hoher Habichtswald); der stark bewaldete Hausberg von Baunatal
- Heiligenberg (380,0 m) mit Ziegenrück (318,2 m) und dem Riesenstein
- Ofenberg (372,5 m); bewaldet, nahe Wolfhagen, Standort des Ofenberg-Turms
- Helfenberg (366,2 m); unbewaldet, nahe Wolfhagen, Standort der einstigen Burg Helfenberg
- Festberg (330 m); nahe Wolfhagen, mit NSG Festberg bei Philippinenthal
- Firnskuppe (313,9 m; Hoher Habichtswald); stark bewaldeter Berg nordwestlich von Kassel-Harleshausen
- Schützeberg (277,2 m); Erhebung mit wenigen Bäumen nordöstlich von Wolfhagen

## Gewässer
Im Naturpark Habichtswald befinden sich unter anderen diese Gewässer: 
| - Ahne (21,1 km), Zufluss der Fulda - Bauna (17,2 km), Zufluss der Fulda - Drusel (11,4 km), Zufluss der Fulda - Dusebach (10,4 km), Zufluss des Mühlenwassers - Elbe (33,7 km), Zufluss der Eder - Ems (34,1 km), Zufluss der Eder - Erpe (26 km), Zufluss der Twiste - Firnsbach (3,2 km), Zufluss der Bauna - Geilebach (Geile; 8,6 km), Zufluss der Ahne - Grunnelbach (5,9 km), Zufluss der Ahne - Limeckebach (7,8 km), Zufluss des Mühlenwassers - Lubach (Laubach; 4,9 km), Zufluss der Warme - Mühlenwasser (11,25 km), Zufluss der Erpe - Nebelbeeke (10,8 km), Zufluss der Warme - Warme (33,1 km), Zufluss der Diemel | - Asch; im Bergpark Wilhelmshöhe, Hoher Habichtswald - Blauer See; in Kassel, Hoher Habichtswald - Bühl; bei Ahnatal-Weimar - Erlenloch; in Kassel, Hoher Habichtswald - Fontaineteich; im Bergpark Wilhelmshöhe, Hoher Habichtswald - Hangarsteinsee; bei Calden-Fürstenwald - Höllchen; bei Dörnberg, Hoher Habichtswald - Lac (Schlossteich); im Bergpark Wilhelmshöhe, Hoher Habichtswald - Sichelbachbecken; Hochlage des Hohen Habichtswaldes - Silbersee; bei Dörnberg, Hoher Habichtswald |

## Ortschaften
Im oder unmittelbar am Naturpark Habichtswald befinden sich diese Ortschaften: 
| - Ahnatal-Weimar - Bad Emstal - Baunatal-Großenritte - Breuna - Gudensberg | - Edermünde-Besse - Habichtswald - Kassel - Naumburg - Niedenstein | - Schauenburg - Volkmarsen - Wolfhagen - Zierenberg |

## Verkehr
Der Naturpark Habichtswald ist verkehrsmäßig gut erschlossen:
Auto: 
Die A 44, die den Park von Nordwesten nach Südosten diagonal durchschneidet, kann an den Anschlussstellen Breuna, Zierenberg (B 251) und Kassel-Bad Wilhelmshöhe (B 520) verlassen werden. Neben Abschnitten der Bundesstraßen 251 und 520, die innerhalb des Parks in West-Ost-Richtung verlaufen, führen durch dessen Gebiet auch solche der B 450 und der Ferienstraßen Deutsche Fachwerkstraße und Deutsche Märchenstraße.
Eisenbahn:
Vom Kasseler Hauptbahnhof führt die Bahnstrecke Kassel–Warburg mit Haltepunkten in den Kasseler Stadtteilen Kirchditmold und Harleshausen nach Vellmar. Dort zweigt die Bahnstrecke Volkmarsen–Vellmar-Obervellmar (mit den Bahnhöfen und Haltepunkten Vellmar-Obervellmar, Heckershausen, Weimar, Fürstenwald, Zierenberg, Oberelsungen, Altenhasungen und Wolfhagen) ab, und sie führt außerhalb des Parkgebiets weiter nach Volkmarsen mit dortiger Anschlussmöglichkeit zum Upland. Auf beiden Bahnstrecken fahren Züge und die RegioTram Kassel durch das nördliche Parkgebiet.
In Kassel beginnt nahe dem Bahnhof Kassel-Wilhelmshöhe die 33,4 km lange Bahnstrecke Kassel–Naumburg (im Volksmund Naumburger Kleinbahn genannt), auf welcher der Hessencourrier verkehrt, eine Museumseisenbahn, die durch Baunatal in den südlichen Parkteil und dabei durch die Gemeinden Schauenburg und Bad Emstal und durch die Stadt Naumburg führt. Unterwegs kann die mittlerweile ausschließlich von Museumszügen befahrene Strecke an den Bahnhöfen in Schauenburg, Bad Emstal und Naumburg (dem Endbahnhof) verlassen werden. Eine Fahrt mit dem Hessencourrier lässt sich gut mit einer Radtour auf dem nachfolgend erwähnten Hessencourrier-Radweg kombinieren:
Bus und Straßenbahn:
Insbesondere von Kassel ist der Park per Bus und Straßenbahn bestens zu erreichen, weil deren Streckenführungen entweder an den Park heranführen oder sogar bis in die höchsten Regionen des Hohen Habichtswaldes hinauf führen, so dass man bis zum Herkules und anderen Zielen fahren kann. Die Straßenbahngleise gehen teils in solche der vorgenannten RegioTram Kassel über.
Fahrrad:
Durch den Park führen mehrere Radwanderwege. Zum Beispiel lässt sich sein Südteil auf dem Hessencourrier-Radweg erkunden, der mit etwa 42 km Länge die Trassenlänge des Hessencourriers (siehe Abschnitt Eisenbahn) übertrifft. Eine Radtour auf dieser Strecke lässt sich mit gut einer Hessencourrier-Fahrt kombinieren.
Wanderwege:
Neben vielen Pfaden und Spazierwegen führen Abschnitte einiger Wanderwege durch den Park, wie: Baunapfad, Bonifatiuspfad, Ederseeweg, Fulda-Diemel-Weg, Habichtswaldsteig, Herkulesweg, Kassel-Steig, Löwenweg, Märchenlandweg und Studentenpfad.